# Beulah Louise Henry

Beulah Louise Henry (1927)

Beulah Louise Henry (* 28. September 1887; † Februar 1973) war eine US-amerikanische Erfinderin.

## Leben
Ihr erstes Patent meldete Beulah Henry 1912 auf eine Eismaschine an. Wenig später erfand sie eine Handtasche und einen Sonnenschirm mit austauschbaren Hüllen in verschiedenen Farben, die sie mit großem Erfolg verkaufte. Sie zog nach New York City und gründete dort die Henry Umbrella and Parasol Company und die B.L. Henry Company of New York, die sie beide selbst leitete. Im Gegensatz zu den meisten Frauen ihrer Zeit erlangte Beulah Henry für ihre Erfindungen Bekanntheit und Anerkennung. Ihre über 100 Erfindungen brachten ihr den Spitznamen „Lady Edison“ (in Anlehnung an Thomas Edison) ein.
In den 1930er und 40er Jahren erfand sie mehrere Maschinen, darunter 1930 den sogenannten Protographen, eine Schreibmaschine, die ohne Kohlepapier vier Kopien produzierte, sowie eine spulenlose Nähmaschine und verschiedene Kinderspielzeuge.
In den 1950er und 60er Jahren arbeitete Beulah Henry für verschiedene Unternehmen in New York an der Entwicklung neuer Maschinen. Insgesamt erhielt sie 49 Patente; zahlreiche weitere ihrer Werke wurden im Namen auftraggebender Firmen patentiert.

## Ehrungen
2006 wurde sie in die National Inventors Hall of Fame aufgenommen.